# Super Bass
Super Bass – piąty singiel raperki Nicki Minaj z jej albumu Pink Friday (w wersji deluxe). Został wydany 13 maja 2011, choć w radiach pojawił się już 5 kwietnia 2011 w Ameryce.
Singiel bardzo dobrze spisał się na listach przebojów, docierając m.in. do 3. pozycji na Billboard Hot 100, 8. na UK Singles Chart i 6. na ARIA Singles Chart.

## Sprzedaż
| Kraj                     | Certyfikat         | Sprzedaż  |
| ------------------------ | ------------------ | --------- |
| Australia (ARIA)         | 6× platynowa płyta | 420 000   |
| Nowa Zelandia (RMNZ)     | platynowa płyta    | 15 000    |
| Norwegia (IFPI Norway)   | 2× platynowa płyta | 20 000    |
| Wielka Brytania (BPI)    | platynowa płyta    | 600 000   |
| Stany Zjednoczone (RIAA) | 8× platynowa płyta | 5 000 000 |